# Da uomo a uomo
Da uomo a uomo è un film del 1967 diretto da Giulio Petroni, con John Phillip Law e Lee Van Cleef.

## Trama
In una notte di pioggia la famiglia di Bill viene trucidata da quattro uomini, che dopo la tragedia appiccano fuoco alla casa. L'unico a salvarsi è il piccolo Bill, messo in salvo da un misterioso uomo. Uscito dalla casa in fiamme, trova uno sperone caduto da uno di loro.
Cresciuto, Bill si è allenato duramente con le armi e ha sviluppato un talento notevole. Quindici anni dopo Ryan viene scarcerato dopo una lunga condanna, essendo stato tradito dai suoi compagni. Appena arrivato Ryan incontra Bill vicino alle lapidi dei suoi familiari. Arrivato nella cittadina, due uomini cercano di uccidere Ryan, ma questo li uccide per legittima difesa. Poco dopo lo sceriffo della cittadina dà a Bill due speroni uguali a quello rinvenuto la notte di 15 anni prima, dicendo di averli trovati addosso ai due uomini uccisi da Ryan. Bill intraprende il suo viaggio verso Ovest alla ricerca di Ryan.
Durante la cavalcata, Bill cade nella trappola di Ryan che cogliendolo alle spalle riesce a disarmarlo.
I due capiscono di volersi vendicare delle stesse persone, ma Ryan preferisce continuare il viaggio da solo, rivendicando il suo diritto di precedenza. Arrivato a Holy Spring, Ryan va a trovare la persona che quindici anni prima lo aveva incastrato e minaccia di ucciderlo. Bill, arrivato in città, difende un uomo ingiustamente derubato e cacciato dal saloon. Riesce a difendersi e la sua abilità viene notata da Burt Cavanaugh che lo ingaggia per uccidere Ryan. Anche questa volta l'uomo riesce a prendere alle spalle Bill. Il giovane riesce a scoprire alcune informazioni riguardo al passato di Burt. Si reca quindi al saloon da Burt, uno dei cinque uomini che uccisero la sua famiglia, il tatuaggio con quattro assi sul suo petto è un dettaglio che Bill non ha dimenticato da quella notte, e lo uccide. A questo punto Ryan non può più riscuotere i 15.000 dollari, quindi va a Lyndon, prendendo anche il cavallo di Bill.
A Lyndon Walcott viene eletto sindaco, e viene informato che Ryan è arrivato in paese. Walcott attende di ricevere Ryan nel suo ufficio, ma con una pistola in mano, se non fosse che Ryan aveva previsto la sua mossa e si era nascosto alle sue spalle. La richiesta di Ryan questa volta è di 30.000 dollari (non avendo potuto ottenere i soldi di Burt). Ryan viene fatto cadere in una botola dall'ufficio, qui tre uomini lo picchiano e legano. Il piano di Walcott è quello di svaligiare la banca e far ricadere la colpa su Ryan. Quest'ultimo viene imprigionato e grazie a Bill riesce a scappare. Walcott e i suoi uomini si mettono sulle loro tracce. Bill vorrebbe tornare a Lyndon per sistemare i conti con Walcott, ma Ryan non glielo consiglia, inoltre ormai Walcott ha lasciato la città e si trova in un villaggio in territorio messicano, El Viento, rifugio per la banda di Walcott. Questa volta Bill prende entrambi i cavalli lasciando l'altro a piedi.
Nel polveroso villaggio messicano di El Viento, gli abitanti sono intimoriti dagli uomini di Walcott che fanno uso di violenza. All'arrivo di alcuni di loro, Bill riconosce uno degli assassini della sua famiglia ricordandosi dell'orecchino particolare che indossava, e non esita a ucciderlo, ma viene preso dai suoi complici. Intanto arriva Walcott e il resto della banda. Il fratello dell'uomo appena ucciso vuole vendicarsi su Bill, ma Walcott prima vuole interrogarlo. Bill riconosce i due come gli assassini della sua famiglia e dà loro false informazioni su Ryan, per guadagnare tempo. Mentre Walcott e i suoi si recano dove pensano di trovare l'uomo, seppelliscono Bill fino al collo. Intanto Ryan ha trovato un mulo e degli abiti con cui si traveste da messicano, arrivato al villaggio uccide gli uomini rimasti a far la guardia per conto di Ryan. Gli abitanti del posto vedono Bill (liberato) e Ryan come due salvatori.
Sotto la guida di Ryan, i messicani costruiscono un fossato, davanti all'ingresso del villaggio, pieno di
paglia e rami bagnati di petrolio. Le donne e bambini vengono portati in un posto sicuro e gli uomini vengono armati e disposti. Walcott capisce che Ryan ha avuto il tempo necessario per preparare un'imboscata, così con un piccolo gruppo si reca al lato sud del villaggio per prenderli alle spalle. Lo scontro ha inizio e viene dato fuoco al fossato, in modo da impedire alla banda di entrare, ma con una bomba il fuoco viene estinto. Intanto Walcott è arrivato dal lato opposto. Quella notte gli uomini di Walcott suonano la marcia funebre per logorare gli animi degli abitanti.
Il giorno dopo Bill nota una collana con teschio al collo dell'altro. Lui stesso ammette di essere stato presente quella notte di 15 anni prima, e di essersi reso conto di ciò che stava accadendo troppo tardi, riuscì solo a salvare un bambino, che ora gli punta una pistola contro. Ryan offre il suo aiuto contro gli uomini di Walcott e promette di non fuggire dopo lo scontro. Gli uomini della banda attaccano: Bill e Ryan si guardano le spalle a vicenda. L'ultimo rimasto è proprio Walcott, ucciso da Ryan con un coltello. Intanto il vento ha sparpagliato il bottino della banca. Mantenendo la promessa, Ryan è pronto ad affrontare in duello Bill, ma il duello non avviene perché in fondo i due adesso si rispettano. Il giovane si allontana a cavallo, e Ryan gli augura buona fortuna.